# OpenCVS
OpenCVS är en BSD-licenserad implementering av den i Unix- och Linux-världen populära versionshanteringsprogrammet CVS. Utvecklingen av OpenCVS startades av utvecklare från OpenBSD-projektet. För att stödja OpenCVS har man även börjat utveckla OpenRCS.
OpenCVS har utvecklats av bland andra Jean-Francois Brousseau (@jfb), Xavier Santolaria (@xsa) och Ray Lai(@ray).